# Trichosanthes mucronata
Trichosanthes mucronata är en gurkväxtart som beskrevs av Rugayah. Trichosanthes mucronata ingår i släktet Trichosanthes och familjen gurkväxter. Inga underarter finns listade i Catalogue of Life.